# Cystopteris javensis
Cystopteris javensis là một loài thực vật có mạch trong họ Woodsiaceae. Loài này được (Willd.) Desv. miêu tả khoa học đầu tiên năm 1827.